# 양지동
양지동(陽地洞)은 대한민국 성남시 수정구의 법정동이다.

## 개요
양지동의 동명 유래는 양지동 지역이 단대천을 경계로 은행동과 경계를 이루면서 남향의 양지쪽에 위치하여 양짓말이라 부르던 곳이라 하여 양지동으로 칭하게 되었다고 한다. 조선시대 광주군 세촌면 지역이었다가 1914년 행정구역 통폐합에 따라 광주군 중부면에 편입되었으며, 1971년 9월 13일 경기도 광주군 성남출장소 단대지소 관할지역이었고, 1973년 성남시로 승격되면서 ‘으능쟁이’ 지역을 갈라서 은행동으로 하였다. 이후 은행동은 1979년 9월 은행1·2동으로 분동 되었다. 1988년 7월 은행2동을 은행2·3동으로 분동하여 운영하여 오다가 1989년 5월 1일 수정구가 생기면서 은행3동을 양지동으로 개칭하여 수정구에 편입하게 되었다.

## 법정동
- 양지동

## 시설
- 성남시립 테니스장

## 교육
- 성남양지초등학교
- 을지대학교 성남캠퍼스